# Six Jours de Toulouse
Les Six Jours de Toulouse sont une course cycliste de six jours disputée au vélodrome du Bazacle à Toulouse, en France. Une seule édition s'est déroulée du 24 au 30 septembre 1906.

## Palmarès
| Année | Vainqueur                  | Deuxième                    | Troisième                           |
| ----- | -------------------------- | --------------------------- | ----------------------------------- |
| 1906  | Léon Georget Émile Georget | Jean Gauban Achille Germain | Georges Landrieux Anthony Wattelier |